# Chain of Fools (2000)
Chain of Fools (Alternativtitel: Verbrecher und andere Chaoten) ist eine US-amerikanische Kriminalgroteske von Pontus Löwenhielm und Patrick von Krusenstjerna aus dem Jahr 2000. Die Hauptrollen sind mit Steve Zahn und Salma Hayek besetzt. In tragenden Rollen wirken Jeff Goldblum, Elijah Wood und David Cross mit.

## Handlung
Thomas Kresk ist ein erfolgloser Friseur. Seine Ehefrau Karen, die sich ausgerechnet mit dem von dem Paar aufgesuchten Eheberater eingelassen hat, will die Scheidung. Ein Zufall will es, dass der deprimierte Mann mitbekommt, dass Zachory Seymour Avnet, ein Kunde, drei überaus wertvolle chinesische Münzen gestohlen und beschlossen hat, den Milliardär Robert Bollingsworth zu erpressen. Als Avnet bemerkt, dass er einen Ohrenzeugen seines verräterischen Telefonats hat, und Kresk erschießen will, rutscht er jedoch aus und fällt mit dem Hals direkt in die Schere, die der Friseur in der Hand hält.
Planlos, was nun weiter geschehen soll, bittet Kresk seinen Freund Andy Brower um Hilfe. Zusammen wollen sie die Leiche im See verschwinden lassen. Dort sind jedoch gerade besonders viele Jogger unterwegs, sodass das Gespann den Toten erst einmal in die Wohnung von Karen bringt, die gerade Urlaub in Italien macht. Danach begeben sich die Freunde zu Avnets Apartment, um nach den wertvollen Münzen zu suchen. Während sie noch auf der Suche sind, betritt der Transvestit Jerome alias Miss Coca die Wohnung, gegen den die beiden Männer sich bei einem Kampf verteidigen müssen. Als Brower zu Boden geht, versucht Kresk, dem Freund zu helfen, und schlägt dem Angreifer ein Sparschwein über den Kopf, das, oh Wunder, die chinesischen Münzen enthält.
Während Kresk noch damit beschäftigt ist, seinen bewusstlosen Freund ins Auto zu hieven, taucht ganz plötzlich der erst 17-jährige Berufskiller Mikey auf, der von Robert Bollingsworth beauftragt worden ist, Avnet zu erschießen, die Münzen zu sichern und zu ihm zu überbringen. Im Apartment stößt er jedoch nur auf Miss Coca, die ohnmächtig am Boden liegt.
Während Kresk auf seinen kleinen hyperaktiven Neffen Scootie aufpassen soll, passiert ein Unglück. Der Junge findet die chinesischen Münzen und verschluckt sie. Im Krankenhaus erklärt Dr. Welby Kresk, dass er sich keine Sorgen mache solle, die Münzen kämen auf natürlichem Weg wieder heraus. Kresks Schwester Jeannie hat jedoch inzwischen von dem Vorfall erfahren und holt ihr Kind, aufgebracht über ihren Bruder, aus dem Krankenhaus ab. Kresk glaubt die Münzen nun für immer verloren und will sich von einer Brücke in den Tod stürzen. Gerade als er absprungbereit ist, sieht er einen Mann in den Fluss springen, ohne zu wissen, dass es sich dabei um Bollingsworth handelt. Ohne weiter nachzudenken, rettet er den Fremden, der sich bereits im Koma befindet. Sein Assistent Frederick Kerner besteht vehement darauf, dass sein Chef keine Selbstmordabsichten gehabt habe. Er sei wahrscheinlich gestolpert.
Nun kommt Sergeant Meredith Kolko ins Spiel, die wegen Raubmords ermittelt und Bollingsworth als Täter verdächtigt, da Museumsdirektor Melander Stevens ihm von der Lieferung wertvoller alter chinesischer Münzen und seinem Plan, eventuelle Diebe auf eine falsche Spur zu locken, erzählt hatte. Zwischen beiden Männern herrscht eine Art Hassliebe, was auch der Grund dafür war, dass Bollingsworth Avnet engagiert hatte, der ihn dann hintergehen wollte.
Als Kresk erfährt, dass es französische Sammler gibt, die ein Vermögen für solche Münzen zahlen würden, bringt er seinen Neffen Scottie in einem günstigen Moment in seine Wohnung. Er will mit dem Kind nach Frankreich fliegen und hofft, dass Scottie die Münzen dann in seiner Obhut ausscheidet. Zuvor besucht Kresk Bollingsworth noch im Krankenhaus und erzählt ihm, im Glauben der Patient bekomme im Koma eh nichts mit, von seinem Plan. Urplötzlich packt Bollingsworth ihn jedoch am Hals, Kresk kann sich gerade noch so befreien. Nun ist es an ihm, einen Zeugen ausschalten zu wollen, weshalb Kresk seinen früheren Mitschüler Paulie Haas aufsucht, der ihm, wenn auch zögernd, Geld vorstreckt und die Adresse eines Auftragskillers gibt, es ist Mikey! Als der Killer den Auftrag im Krankenhaus ausführen will, platzt ein anderer Berufskiller ins Krankenzimmer, der den Patienten im Auftrag von Frederick Kerner töten soll. Bevor dieser seinen Auftrag noch ausführen kann und nun neben Bollingsworth auch noch Mikey erschießen will, geht die Tür auf und Miss Coca, die im Krankenhaus als Putzfrau angestellt ist, betritt zufällig das Zimmer. Dadurch gelingt Mikey die Flucht.
Auf Kresk kommt jedoch ein weiteres Problem zu, da Haas inzwischen bereut, ihm Geld vorgestreckt zu haben, das er nun zurückhaben will. Mit seinem Kumpan sucht er Kresks Wohnung auf, trifft dort jedoch nur auf Brower und Scottie, die von den beiden Männern gefesselt werden. Durch eine unüberlegt von Scottie geäußerte Bemerkung erfahren sie von den Münzen in seinem Magen und nehmen das Kind daraufhin mit. Als Kresk nach Hause kommt, klingelt es und Meredith steht vor der Tür. Beide verbindet inzwischen eine Liebesbeziehung. Als der Friseur im Bad nach einem Präservativ sucht, trifft er auf Mikey, der sich dort versteckt hält. Während beide sich noch flüsternd unterhalten, entdeckt Meredith eine Pistole und die beiden Tickets nach Paris. Sie glaubt nun, dass Kresk der Raubmörder sei, wird jedoch von Brower, der seine Fesseln inzwischen abstreifen konnte, niedergeschlagen, als sie ihre Waffe auf Kresk richtet. Die Freunde fahren sodann zu Haas, um Scottie zu befreien. Dort kommt es zu einem Schusswechsel, bei dem sich die Gangster gegenseitig umbringen und Brower verletzt wird.
Im Krankenhaus treffen dann alle Beteiligten wieder aufeinander. Bollingsworth ist inzwischen tot und Avnet, der in Karens Wohnung das Bewusstsein wieder erlangte, über den Balkon fliehen wollte und dabei einen Genickbruch erlitt, wird nun tatsächlich als Leiche durch den Krankenhausflur geschoben. Den Journalisten, die sich um Captain Weaver und Meredith Kolko versammelt haben, teilt man mit, Kresk sei Zeuge geworden, wie Robert Bollingsworth vor seinem Sprung ins Wasser etwas hineingeworfen habe. Wahrscheinlich seien das die geraubten chinesischen Münzen gewesen.
Meredith macht Kresk klar, warum sie gelogen hat, auf diese Weise könne man die Münzen behalten. Als Scottie diese auf der Toilette endlich ausscheidet, reißt die automatische Spülung sie jedoch mit in die Tiefe, was aber keine Auswirkungen darauf hat, dass Thomas und Meredith glücklich miteinander werden. Die über einen Abwasserkanal ins Meer gelangten Münzen, die von einem großen Fisch verschluckt worden sind, kehren zwar fast zurück, da Scottie ausgerechnet diesen Fisch an die Angel bekommt. Er entgleitet ihm jedoch und fällt zurück ins Wasser.

## Produktion
Der von Bel-Air Entertainment präsentierte und A City Block Films/Weaver/Lord Production produzierte Film wurde in Vancouver gedreht. Die Produktionskosten betrugen schätzungsweise 20 Millionen US-Dollar. Es handelt sich um das Spielfilmdebüt des schwedischen Filmteams Traktor, wohinter sich Pontus Löwenhielm und Patrick von Krusenstjerna verbergen.

## Veröffentlichung
Der Film hatte in den USA am 22. September 2000 Premiere. Sein Arbeitstitel war: Shiny New Enemies. Im November 2000 wurde er sowohl in der Tschechischen Republik als auch in Kuwait veröffentlicht. In Finnland erschien er 2001 auf DVD. Im Dezember 2001 hatte er in Bulgarien Video-Premiere, ebenso wie im Januar 2002 in Ungarn, im März 2002 in Argentinien, im Juni 2002 in Norwegen, im November 2002 in Griechenland (DVD-Premiere) und im September 2004 in Schweden, wo er erstmals im Fernsehen lief. Veröffentlicht wurde er zudem in Brasilien, Spanien, Mexiko, Polen, Serbien, Russland und in Slowenien.
In Deutschland erschien er am 7. Oktober 2002 mit einer deutschen Tonspur auf DVD, herausgegeben von der Ufa. Ein weiterer DVD-Titel war auch Verbrecher und andere Chaoten.

## Kritiken
Das Lexikon des internationalen Films schrieb, der Film sei eine „schwarze Komödie“, die aus „nicht chronologisch angeordneten Episoden“ zusammengefügt sei, „was der ohnehin nicht sehr originellen Geschichte kaum zu größerer Schlüssigkeit“ verhelfe. Die „gut aufgelegten Darsteller“, die diese „amüsant-absurde Geschichte mühelos tragen“, würden die Mängel ausgleichen.
Kino.de sprach von einer „müde[n] Story“, die „umständlich erzählt“ sei und lobte ebenfalls die „glanzvolle Besetzung“. Weiter hieß es: Vermutlich sah die Idee zu dieser turbulenten, doch allzu umständlich und kaum sonderlich pointiert erzählten Kriminalgroteske aus Independent-Werkstatt auf dem Papier besser aus, sonst hätten sich kaum eine Starbatterie von Jeff Goldblum und Salma Hayek über ‚Frasier‘-Bruder David Hyde Pierce bis zu ‚Herr der Ringe‘-Frodo Elijah Wood dafür gewinnen lassen. Die stattliche Besetzung ist es auch, die den an der US-Kinokasse gefloppten Krimi auf Video zum potentiellen Gewinner adelt. Top 30 möglich.
Für den Autor Dieter Wunderlich stellte sich der Film als eine „turbulente Gaunergroteske“ dar. Weiter hieß es: „Skurrile Figuren, eine Fülle aberwitziger Einfälle und unerwartete Wendungen sorgen für eine Menge Spaß.“ Der Film überzeuge auch „formal“.
Auch die Fernsehzeitschrift prisma sah das so und sprach von einer „schwarze[n] Gauerkomödie voller aberwitziger Einfälle und unerwarteter Wendungen“ beim „Regiedebüt des Videoclip-Regisseur-Duos Traktor alias Pontus Löwenhielm und Patrick von Krusenstjerna. Es wimmel[e] nur so von skurrilen Charakteren, die durchweg prominent besetzt [seien]. Neben Steve Zahn […], der als sympathisches ‚Stehaufmännchen‘ in einer Paraderolle zu sehen [sei], glänzen Jeff Goldblum […] als exzentrischer Gangster, Elijah Wood […] als großspuriger Killer und Selma Hayek, die als gewitzte Polizistin zeig[e], dass sie mehr kann, als schön zu sein und mit Schlangen tanzen“.